# Brighter Than the Sun
Brighter Than the Sun —en español: «Más Brillante que el Sol»— es una canción grabada por la cantante estadounidense Colbie Caillat. Fue escrita por Ryan Tedder y Caillat, y producido por Tedder. La canción fue lanzada como el segundo sencillo de su tercer álbum de estudio All Of You. La canción fue lanzada a la descarga digital el 23 de mayo de 2011 hasta el Universal Republic. Musicalmente, la canción es una canción pop optimista, y las letras hablan sobre su relación con su novio.

## Video musical
Un teaser del video musical fue lanzado el 13 de junio de 2011. El video fue filmado el video en la forma apropiada soleada comunidad de Playa Del Rey junto a la playa de Los Ángeles. La producción está inspirada en las escenas de la naturaleza, como flores, frutas y una cama llena de grano verde. El video se estrenó el 30 de junio de 2011. En el video, Colbie aparece rodeado por su círculo de amigos. A continuación, un helecho verde obtiene un 10-segundo plano, seguido de un disparo ajustado de las manos de Colbie de plantar las hojas de la hierba. Colbie procede a girar en frente de su árbol de naranja y revela su swing, hasta que una fiesta de baile que se produce. Jenna Hally Rubenstein de MTV Buzzworthy dijo sarcásticamente que el video es "the hottest, most environmentally conscious party of the summer so far." (En español: "el más caliente, la fiesta más conscientes del medio ambiente del verano hasta ahora.")

## Apariciones en medios
- La canción fue cantada por Katharine McPhee (American Idol Season 5 runner-up) en la exitosa serie de televisión Smash durante el episodio "The Workshop".
- "Brighter Than the Sun" fue utilizada para el comercial de 2011 Pantene.
- Aparece en los comerciales de televisión OWN.
- La música ha aparecido en comerciales de televisión de 2012 película familiar de Universal Big Miracle.
- Se ha presentado en uno de los tráileres de la película The Help.
- La canción fue utilizada brevemente en un comercial de Minnesota, la estación de radio KS95.
- Se utiliza en los anuncios publicitarios para el talk show de Katie.
- En Brasil, la canción es parte de la banda sonora internacional de Rede Globo, Fina Estampa.
- Viendo durante los créditos finales de la película One for the Money.
- En Filipinas, la canción ha aparecido en un comercial de televisión para Solaire Resort & Casino fue visto por primera vez en ABS-CBN.

## Posicionamiento en listas
| Listas (2011–12)                    | Mejor posición |
| ----------------------------------- | -------------- |
| Austrian Singles Chart              | 31             |
| Canadian Hot 100                    | 65             |
| German Singles Chart                | 44             |
| Japan Hot 100                       | 77             |
| South Korean Singles                | 67             |
| Swiss Singles Chart                 | 55             |
| US Billboard Hot 100                | 47             |
| Estados Unidos (Mainstream Top 40)  | 33             |
| Estados Unidos (Adult Top 40)       | 2              |
| Estados Unidos (Adult Contemporary) | 1              |